# Zerqan
Zerqan è una frazione del comune di Bulqizë in Albania (prefettura di Dibër).
Fino alla riforma amministrativa del 2015 era comune autonomo, dopo la riforma è stato accorpato, insieme agli ex-comuni di Bulqizë, Gjoricë, Fushë Bulqizë, Ostren, Shupenzë, Trebisht e Martanesh a costituire la municipalità di Bulqizë.

## Località
Il comune è formato dall'insieme delle seguenti località:
- Zerqan
- Krajke
- Peladhi
- Smollik
- Sofracan
- Sopot
- Strikcan
- Ternove e Madhe
- Ternove e Vogel
- Zall-Sopot
- Valikardhe
- Zall-Strikcan
- Godr